# マチルダ・ザ・ミュージカル
『マチルダ・ザ・ミュージカル』（原題：Roald Dahl's Matilda the Musical）は、同名のミュージカル舞台に基づく、2022年のミュージカル・ファンタジー・コメディ・ドラマ映画。ロアルド・ダールによる1988年の小説『マチルダは小さな大天才』を原作とする。

## キャスト
※括弧内は日本語吹替
マチルダ・ワームウッド
演 - アリーシャ・ウィアー（新津ちせ）
ミス・アガサ・トランチブル
演 - エマ・トンプソン（塩田朋子）
ミス・ジェニファー・ハニー
演 - ラシャーナ・リンチ（水野貴以）
ミスター・ワームウッド
演 - スティーヴン・グレアム（間宮康弘）
ミセス・ワームウッド
演 - アンドレア・ライズボロー（斎藤恵理）
ミセス・フェルプス
演 - シンドゥ・ヴィー（本田貴子）